# Hanspeter Beißer
Hanspeter Beißer (* 26. September 1957 in Nürnberg) ist ein deutscher Jurist und Volkswirt. Seit 1998 ist er Vorstand der Stiftung Maximilianeum.

## Leben
Nach dem Abitur im Jahr 1975 am Neuen Gymnasium Nürnberg studierte Hanspeter Beißer bis 1982 als Stipendiat der Stiftung Maximilianeum Rechtswissenschaften und Volkswirtschaftslehre an der LMU München, wobei er von 1977 bis 1978 einen Auslandsaufenthalt an der Universität Oxford absolvierte. Nach erfolgreichem Abschluss beider Studiengänge ging er an die Universität Berkeley und erlangte dort den akademischen Grad des Master of Laws (LL. M.). Anschließend arbeitete er als Attorney-at-Law in New York City, bis er 1986 als wissenschaftlicher Mitarbeiter am Max-Planck-Institut für ausländisches und internationales Patent-, Urheber- und Wettbewerbsrecht nach München zurückkehrte. Ab 1988 war er im Bayerischen Staatsministerium der Finanzen tätig, zuletzt als Regierungsdirektor. Zur Verwaltungshilfe  war er von 1992 bis 1993 an das Sächsische Staatsministerium der Finanzen und von 1993 bis 1995 an die Bayerische Landesvertretung in Bonn abgeordnet. Seit 1995 ist er als Justitiar beim Wittelsbacher Ausgleichsfonds angestellt.
Seit 1998 ist Hanspeter Beißer Vorstand der Stiftung Maximilianeum. In seine Vorstandszeit fällt unter anderem die Entdeckung des Grundsteins unter dem Maximilianeum und die Errichtung des Erweiterungsbaus Nord für den Bayerischen Landtag.